# Besnik Bisha
Besnik Bisha (ur. 9 sierpnia 1958 w Tiranie) – albański reżyser filmowy, aktor, scenarzysta i producent filmowy.

## Życiorys
W 1981 ukończył studia aktorskie na Wydziale Dramatu Instytutu Sztuk w Tiranie. W 1981 rozpoczął pracę w Studiu Filmowym Nowa Albania, debiutując jako asystent reżysera w filmie Thesari, u boku Muharrema Fejzo. W tym samym filmie zadebiutował jako aktor, rolą Tomorra.
Po ukończeniu studiów podyplomowych z zakresu reżyserii filmowej, w 1989 zrealizował pierwszy samodzielny film fabularny – obyczajowy Sinjali i dashurise (Znak miłości), a wkrótce potem wraz z Grigorim Stavrim film Njerez ne rryme. Trzeci film, który wyreżyserował: Zemra e nenes został uhonorowany nagrodami na X Festiwalu Filmów Albańskich w Tiranie, doceniono go także drugą nagrodą na Międzynarodowym Festiwalu Filmowym w Salerno i nagrodą krytyków na festiwalu w Paryżu.
Jest profesorem Uniwersytetu Sztuk w Tiranie, a także członkiem jego Rady Zarządzającej. W latach 2002–2003 pełnił funkcję dyrektora generalnego Studia Filmowego Albafilm. Od 2005 pracuje w przedsiębiorstwie “B&G Film Pro”.
W wyborach 2001 uzyskał mandat deputowanego do parlamentu, jako przedstawiciel Republikańskiej Partii Albanii. W 2020 znajdował się w gronie sygnatariuszy protestu artystów przeciwko zburzeniu Teatru Narodowego w Tiranie.
Żonaty z aktorką Anilą Karaj, ma córkę Reę (pianistkę).

## Role filmowe
- 1981: Thesari jako Tomorr
- 1984: Fushë e blertë, fushë e kuqe jako Arber
- 1984: Shirat e vjeshtës
- 1985: Dasma e shtyre jako nauczyciel

## Filmy wyreżyserowane
- 1989: Sinjali i dashurise
- 1989: Njerez ne rryme
- 1989: Zemra e nënës
- 1997: Bolero
- 1999: Kosovo 99
- 2007: Mao Ce Dun
- 2014: Milenium (film telewizyjny)
- 2018: Inane (vera Pa Kthim)
- 2019: Femijet E Diktatures (film dokumentalny}

## Scenariusze filmowe
- 1997: Bolero